# Mark Mimran
Mordechai Mimran, detto Mark (in ebraico מרדכי ממרן‎?; 13 marzo 1930 – 22 ottobre 1989), è stato un cestista israeliano.

## Carriera
Con Israele ha partecipato ai Campionati europei del 1953.